# Центральный (Никифоровское сельское поселение)
Центральный — посёлок в Чусовском городском округе Пермского края России.

## География
Посёлок находится в восточной части края, в таёжной зоне, к северу от реки Чусовой, на расстоянии приблизительно 27 километров (по прямой) к западу-юго-западу (WSW) от города Чусового, административного центра района. Абсолютная высота — 120 метров над уровнем моря.

## История
Возник в 1948 году как центральный поселок Шушпанского леспромхоза. 
С 2004 до 2019 года входил в состав ныне упразднённого Никифоровского сельского поселения Чусовского муниципального района.

## Население
| 2010 | 2021 |
| ---- | ---- |
| 256  | ↘168 |

Половой состав
По данным Всероссийской переписи населения 2010 года в половой структуре населения мужчины составляли 44,1 %, женщины — соответственно 55,9 %.
Национальный состав
Согласно результатам переписи 2002 года, в национальной структуре населения русские составляли 91 % из 357 чел.

## Климат
Климат характеризуется как умеренно континентальный. Средняя многолетняя температура самого холодного месяца (января) составляет −16°С, температура самого тёплого (июля) — 17°С. Среднегодовое количество осадков — 500−700 мм. Снежный покров держится в среднем 170 дней. Вегетационный период продолжается в течение 118 дней.